# Чибча
Чибча или Муиска е една от най-високо развитите цивилизации в Южна Америка, наред с тези на ацтеките, маите и инките.

## История
Разцветът ѝ е между XII—XVI в. В земите на днешна Колумбия. Говорещите езика „чибча“ се наричали „муиски“, т.е. „хора“. Муиските основават селища край реки върху платото Кундинамарка (Боготското плато), в северните и южните райони на Източните Кордилери, в долините на реките Мета, Магдалена, Согамосо. Има данни, че те са се заселили в тези райони от II век. През класическия период на културата си, определят от посочената по-горе хронологична рамка, заселеният от тях район вече е около 30 – 50 хил. кв. км и обхваща частично и земи на днешна Панама и Еквадор. Към ХV век тези селища са обитавани от близо един милион жители, обединени са в общини и в девет племенни съюза начело с вождове и са обединени на конфедеративен принцип. 2 от общностите били най-значими, съперничели помежду си и се опитвали да властват над останалите. Известни са легендите за военните подвизи на двамата вождове Сагуан-мачика 1470 – 1490 и Мичуа, намерили смъртта си в битката при Чоконта /1490/, за кодекса на законодателя Немекене 1490 – 1514.
В древността земите на чибчите били населявани от примитивни племена, принадлежащи към аравакската езикова група. През II-V век те били изтласкани от предтечите на чибчите, дошли от Централна Америка през Панамския провлак. През IX век по тези земи започва да се развива металургията. Араваките и особено войнствените кариби често нападат територията на чибчите през следващия XV в.
Муиските се покланяли на върховен бог на Слънцето, наричан Чиминигауа (или Немтерекветеба), и на богиня на Луната, съпруга на Слънцето. Според легендите и митовете на чибчите, преди да бъдат създадени хората, боговете живеели в небесните висини. Според основния космогоничен мит на тези индиански племена, бог Чиминигауа е създал светлината, като е пуснал безброй птици, от чиито човки се разпръсквали слънчеви лъчи. Мъжът е създаден от глина, а жената – от тръстикови листа. Друг основополагащ мит на чибчите разказва за особен вид хора, които имат божествен произход. Според този мит, веднъж от свещеното езеро Игуаке се явила богинята Бачуе (Достойната майка) с малко момче на ръце. Когато момчето станало мъж, тя станала негова съпруга. Родилите се от брака между двамата деца били научени да култивират земята, да поддържат огън, да се уважават и обичат. Те станали родоначалници на хората „с божествен произход“ според представите на муиските. Когато остарели съвсем, божествените съпрузи се върнали в езерото и се превърнали в змии. Този мит се тълкува и като мит за произхода на управляващите благородни фамилии, но и като разказ, освещаващ произхода на самите муиски и на тяхната култура. Във всеки случай, известно е, че са имали респект към своите вождове, защото са ги смятали за божествени въплъщения – затова са избягвали да ги гледат в очите.
Тъй като не са запазени писмени паметници от тази цивилизация, повечето сведения за нея се черпят от множеството метални предмети и други културни артефакти, както и от сведенията на испански хроникьори от първите години на конквистата. През април 1536 година от град Санта Марта на карибския бряг тръгва отряд от 800 души, предвождани от Гонсало Хименес де Кесада. Те си пробиват път към зимята на чибчите, преодолявайки чудовищни препятствия, подмамени от мита за Ел Дорадо. Митът е породен от мълвата за главния ритуал, извършван от всеки нов управник на муиските. Ритуалът освещавал властта на управника, придавал ѝ законен характер. Свещенодействието представлявало ритуално жертвоприношение в езерото Гуатавита. Подготвял се тръстиков сал с платформа, върху която се разгаряли четири жертвени огъня. В жаравата се хвърляли множество местни благовония. Вождът свалял дрехите си, жреците покривали тялото му с растителни смоли и го посипвали със златен прах. Много пъти те правели това, издухвайки златния прашец през кухи тръстикови стъбла. Свещенослужителите поставяли кандидат-вожда върху сала, заедно с четирима подчинени нему управляващи, а в нозете му оставяли „жертвени“ предмети (тунхос) – златни фигурки и изумруди. Когато салът достигнел центъра на езерото, касикът се отдавал на молитви към бога; след това той и съпровождащите го пускали един по един жертвените дарове в езерото. Всички муиски през това време се събирали на брега, облечени в най-пъстрите си дрехи, с пера и украшения. Те пеели, свирели, танцували и издавали ритуални викове със запалени факли в ръце. След като били принесени всички дарове, касикът и неговите спътници скачали от сала и с плуване се връщали на брега. Тогава празникът по освещаването на властника достигал своя апогей, защото милостта на боговете била спечелена и за всички, управлявани от него. Подмамени от приказките за несметни богатства, скрити в съкровищниците на чибчите и на дъната на техните езера, след 9 месеца около 200 испански конквистадори успяват да достигнат до платото Кундинамарка. Историята от Мексико се повтаря – отслабени от междуособни войни, приели испанците за богове, индианците оказват незначителна съпротива на завоевателите. Около 1541 година земите на чибчите окончателно влизат в състава на Нова Гранада – испанска колониална територия със столица Санта Фе де Богота, основана от същия Гонсало Кесада през 1538 година, на мястото на стара крепост, принадлежала някога на чибчите. Множество златни дарове, предмети на бита и изкуството са безмилостно отнети от техните законни притежатели, за да отпътуват за Иберийския полуостров и да бъдат претопени – европейските крале водят войни и се нуждаят от злато за своите военни разходи.

## Поминък
Земеделието било основата на тази южноамериканска цивилизация, макар че в нея голямо значение имала и металургията. При идването на европейците, селяните чибча отглеждали царевица, картофи, маниока, домати, тиква, боб, ананас, авокадо, памук и тютюн. Обработвали земята с примитивни мотики и нямали домашни животни. Опитомено било само кучето. Ловът /предимно на птици/ и риболовът придавали допълнително разнообразие на техния хранителен режим. Развивали се тъкачеството и оръжейното дело. Чибчите били отлични в изработката на бижута /особено златни, медени и сребърни/, в добива на сол, каменни въглища, различни скъпоценни и полускъпоценни камъни. Много изследователи смятат, че уникалните златни дискчета /техуелос/, които съществуват само в културата чибча, са изпълнявали ролята на своеобразни монети. Други смятат, че те не са изпълнявали ролята на всеобщ еквивалент, а са били по-скоро изключително популярни украшения, свързани с култа към слънцето. Своите къщи чибчите строели предимно от камъш и ги измазвали с глина. Често формата им била кръгла, а покривите били направени от слама, или от печена глина.